# Ле Палацине (Гросето)
Ле Палацине (итал. Macchiascandona, или чак Le Palazzine) је насеље у Италији у округу Гросето, региону Тоскана.
Према процени из 2011. у насељу је живело 20 становника. Насеље се налази на надморској висини од 33 м.